# International Conference on Environmental Systems
L'International Conference on Environmental Systems, o ICES (conosciuto prima del 1990 come Intersociety Conference on Environmental Systems), è un convegno annuale incentrato sulla tecnologia spaziale e sul volo umano spaziale. Gli argomenti delle sessioni comprendono: life support (ECLSS), controllo termico (TCS), scienze della vita, sistemi di attività extraveicolare (EVA) (incluso il progetto delle tute spaziali e l'interazione umano-robotica), architettura spaziale e pianificazione delle missioni per l'esplorazione spaziale.
La conferenza è aperta a partecipanti di ogni nazione, di organizzazioni accademiche, governative o industriali.
La conferenza si è svolta ogni anno dal 1971.

## Storia
La prima edizione dell'ICES si svolse nel 1971 a San Francisco dopo tre anni di lavoro da parte di comitati rappresentativi delle società American Society of Mechanical Engineers (ASME), Society of Automotive Engineers (SAE), American Institute of Aeronautics and Astronautics (AIAA) e Aerospace Medical Association (AsMA). Sostituiva altri tre incontri annuali organizzati da varie società e da allora in poi si è tenuta ogni anno. Nel 1972 l'American Institute of Chemical Engineers (AIChE) diventò la quinta società organizzatrice.
Prima del 1990, l'organizzazione dell'ICES era solo statunitense. Nel 1990 l'organizzazione è diventata internazionale, unificando l'ICES con un analogo convegno che si svolgeva in ambito europeo, e da allora si è cominciato a tenere periodicamente l'ICES al di fuori degli Stati Uniti (per la prima volta in Germania nel 1994). Dal 2000, l'ICES si svolge quattro volte su cinque negli Stati Uniti e una volta su cinque al di fuori degli Stati Uniti (finora nel 2000, 2005, 2010 e 2016).
Per i primi 39 anni il principale organizzatore dell'ICES è stato la Society of Automotive Engineers; dal 2010 al 2013, il ruolo di organizzatore principale è passato all'American Institute of Aeronautics and Astronautics, con il sostegno dell'American Institute of Chemical Engineers, dell'American Society of Mechanical Engineers e dell'ICES International Committee. Nel 2014 la struttura organizzativa è di nuovo cambiata e l'organizzatore principale è diventato la Texas Tech University.
I lavori presentati all'ICES vengono pubblicati ogni anno negli atti del convegno.

## Sedi del convegno
| Anno | Sede          |
| ---- | ------------- |
| 1971 | San Francisco |
| 1972 | San Diego     |
| 1973 | San Diego     |
| 1974 | Seattle       |
| 1975 | San Francisco |
| 1976 | San Diego     |
| 1977 | San Francisco |
| 1978 | San Francisco |
| 1979 | San Francisco |

| Anno | Sede          |
| ---- | ------------- |
| 1980 | San Diego     |
| 1981 | San Francisco |
| 1982 | San Diego     |
| 1983 | San Francisco |
| 1984 | San Diego     |
| 1985 | San Francisco |
| 1986 | San Diego     |
| 1987 | Seattle       |
| 1988 | San Francisco |
| 1989 | San Diego     |

| Anno | Sede                      |
| ---- | ------------------------- |
| 1990 | Williamsburg              |
| 1991 | San Francisco             |
| 1992 | Seattle                   |
| 1993 | Colorado Springs          |
| 1994 | Friedrichshafen, Germania |
| 1995 | San Diego                 |
| 1996 | Monterey, California      |
| 1997 | Lago Tahoe, Nevada        |
| 1998 | Danvers, Massachusetts    |
| 1999 | Denver                    |

| Anno | Sede              |
| ---- | ----------------- |
| 2000 | Tolosa, Francia   |
| 2001 | Orlando           |
| 2002 | San Antonio       |
| 2003 | Vancouver, Canada |
| 2004 | Colorado Springs  |
| 2005 | Roma, Italia      |
| 2006 | Norfolk           |
| 2007 | Chicago           |
| 2008 | San Francisco     |
| 2009 | Savannah, Georgia |

| Anno | Sede                         |
| ---- | ---------------------------- |
| 2010 | Barcellona, Spagna           |
| 2011 | Portland                     |
| 2012 | San Diego                    |
| 2013 | Vail                         |
| 2014 | Tucson, Arizona              |
| 2015 | Bellevue, Washington         |
| 2016 | Vienna, Austria              |
| 2017 | Charleston, Carolina del Sud |
| 2018 | Albuquerque, Nuovo Messico   |
| 2019 | Boston, Massachusetts        |

| Anno | Sede                 |
| ---- | -------------------- |
| 2020 | rinviato al 2021     |
| 2021 | virtuale             |
| 2022 | St. Paul, Minnesota  |
| 2023 | Calgary, Canada      |
| 2024 | Louisville, Kentucky |

## Organizzazione
L'ICES è organizzato dai seguenti comitati:
- ICES Steering Committee
- AIAA Life Sciences and Systems Technical Committee
- AIChE Environmental Systems Committee
- ASME Crew Systems Technical Committee
- AIAA Space Environmental Systems Program Committee (inizialmente SAE Committee SC 9, Spacecraft Environmental Control and Life Support Systems,[2] poi SAE Space Environmental Systems Committee)
- ICES International Committee

Inizialmente la conferenza era co-organizzata anche dall'AsMA Life Sciences and Biomedical Engineering Branch Executive Committee, ora non più presente.